# ЛГБТ-родительство
ЛГБТ-родительство — воспитание своих или приёмных детей двумя мужчинами или двумя женщинами, принадлежащих к ЛГБТ, состоящие в официальном или не официальном браке. Следует различать понятия однополого брака (или другой формы зарегистрированного однополого союза) и фактической однополой семьи с детьми. Появление термина «радужная семья» связано с радужным флагом — символом международного ЛГБТ-движения.

## Пути появления детей в однополых семьях
Появление ребёнка в однополой семье практически всегда является осознанным шагом и связано с принятием множества решений. Одним из таких решений, например, может быть решение о том, кто из женщин в лесбийской паре будет вынашивать ребёнка и какую роль будет выполнять его биологический отец.
Существует несколько возможностей появления детей в однополых семьях. С одной стороны, это дети, рождённые в предыдущих гетеросексуальных отношениях. При этом второй биологический родитель остаётся за пределами однополой семьи. В последнее время увеличивается число однополых семей, в которых дети рождаются и воспитываются непосредственно уже в этой семье по желанию обоих партнёров. При этом отношение ко второму биологическому родителю может быть совершенно различным — от полного отсутствия контактов до регулярного участия в жизни и воспитании ребёнка.
Условия появления и воспитания детей в мужских и женских парах различаются вследствие различия возможностей по осуществлению родительства. Мужские пары могут обзавестись ребёнком лишь при участии женщины, готовой выносить и родить ребёнка. Кроме естественного зачатия, это возможно осуществить с привлечением суррогатной матери, что не всегда осуществимо вследствие существования различных правовых регламентов в отношении суррогатного материнства в разных странах. Таким образом, мужские пары чаще всего вынуждены прибегать к усыновлению или взятию детей под временную опеку. Женские пары имеют больше возможностей завести ребёнка, используя донорскую сперму или воспользовавшись услугами искусственного экстракорпорального оплодотворения (ЭКО). Нередко геи и лесбиянки решают завести и совместно воспитывать общего ребёнка, иногда такие «квир-семьи» образуются между двумя парами — мужской и женской.

## Научные исследования и общественные дискуссии
Воспитание детей однополыми парами, а также возможность разрешения таким парам усыновления детей или получения ими права пользоваться услугами искусственного оплодотворения и суррогатного материнства является предметом научных и общественных дискуссий. Существуют различные исследования, которыми апеллируют как противники, так и сторонники родительских прав для ЛГБТ. Те и другие пытаются найти ошибки и неточности в исследованиях своих оппонентов.
В 2005 году Американская психологическая ассоциация (APA) выпустила обзор 67 исследований (59 опубликованных статей и 8 неопубликованных диссертаций), рассматривающих потенциальные негативные последствия для ребёнка гомосексуальности его родителей. На основе анализа этих исследований сделан вывод, что ни одно из исследований не показало, что дети, воспитываемые родителями-геями или родителями-лесбиянками, находятся в неблагоприятном положении по сравнению с детьми гетеросексуальных родителей. В научных публикациях сообщается о консенсусе по поводу отсутствия значимых негативных различий между детьми, усыновлёнными разнополыми и однополыми парами.

### Влияние на общее развитие ребёнка
Американская психологическая ассоциация поддержала усыновление и воспитание детей в однополых парах своими официальными заявлениями от 2004 года. Американская медицинская ассоциация выпустила аналогичное заявление, поддерживающее практику усыновления детей однополыми парами, а также призывающее своих членов бороться за устранение неравенства в сфере здравоохранения для таких детей.
В 2007 году социологами Амстердамского университета (Нидерланды) было проведено исследование 100 гетеросексуальных и 100 лесбийских пар, в которых дети 4-8 лет воспитывались с самого рождения. Количество мальчиков и девочек в исследуемых группах было примерно одинаковым. В результате исследования оказалось, что обнаружить разницу между уровнем благополучия детей в этих семьях не удается. В 2016 году исследователи Амстердамского университета при совместной работе с Колумбийским университетом (США) опубликовали новое исследование, сравнивающее 95 лесбийских семей с 95 разнополыми семьями с детьми в возрасте от 6 до 17 лет. Респонденты отбирались из репрезентативного американского исследования National Survey of Children’s Health, проводившегося в 2011—2012 годы. Исследователи изучали взаимоотношения детей и родителей, состояние здоровья детей, уровень стресса у родителей, успеваемость детей в школе, эмоциональные трудности детей. Результаты исследования показали практически полное отсутствие каких-либо различий между показателями из лесбийских семей и показателями из «традиционных» семей. Единственным отличием был выявлен уровень стресса, который оказался несколько выше в лесбийских семьях. Отличительной особенностью данного исследования стало исключение из него детей, переживших развод родителей и детей, рождённых в предыдущих отношениях, таким образом сравнивались лишь дети, воспитывающиеся в стабильных партнёрских отношениях. Мужские пары с детьми также были исключены из исследования в виду их весьма небольшого количества.
В 2009 году крупномасштабное изучение условий воспитания детей в однополых семьях было проведено в Германии по заказу Федерального министерства юстиции на базе Баварского государственного института изучения семьи Бамбергского университета и Государственного института ранней педагогики в Мюнхене, содержащие аналогичные выводы об отсутствии различий в развитии детей в однополых и разнополых семьях. В 2009 году было также опубликовано исследование университетов Арлингтона и Восточной Калифорнии, которое показало что сексуальные предпочтения родителей не имеют никакого влияния на развитие эмоциональных проблем у усыновлённых детей.
В опубликованном в 2014 году докладе Института семейных исследований Австралии говорится, что дети в таких семьях так же эмоционально и социально развиты, как и их сверстники, воспитывающиеся в семьях гетеросексуальными парами. К аналогичным выводам исследователи пришли и рассматривая развитие с точки зрения способности детей к обучению. Более того, некоторые исследователи пришли к выводу, что дети, воспитывающиеся лесбийскими парами, получают со стороны родителей воспитание более высокого качества по сравнению с воспитанием их сверстников, растущих у разнополых пар и мужских однополых пар.
Как указывал в 2010 году Майкл Розенфелд из Стенфордского университета, ни в одной из 45 ранее опубликованных в научной литературе работ, посвящённых проблеме гомосексуальных родителей, не найдено никаких статистически значимых недостатков у детей, воспитанных родителями-геями или родителями-лесбиянками по сравнению с другими детьми. Успешное обучение в начальной школе является полезным и объективным критерием развития ребёнка. Результаты исследований подтверждают, что дети из однополых пар, по всей видимости, не имеют каких-либо недостатков развития. При сравнении студентов, дети, воспитанные в однополых парах, в рамках статистической достоверности не отличаются от детей гетеросексуальных супружеских пар.
Обзор исследований от Cornell University, мета-анализ исследований и обзор исследований на репрезентативных выборках также подтверждают отсутствие негативных различий между детьми в однополых и разнополых семьях.
Опубликованные в 2020 и 2021 годах исследования детей в Нидерландах показали, что дети, воспитанные в однополых парах, демонстрируют лучшие образовательные результаты, чем дети, воспитанные в гетеросексуальных семьях. Эти позитивные различия сохраняются после контроля за социоэкономическими факторами, социодемографическими факторами и историей семьи. Вероятно, дети в однополых парах столкнулись с значительными преимуществами из-за того, что они были запланированы, а также из-за того, что однополые пары преодолели значительные барьеры на пути к родительству. Предыдущие исследования на эту тему столкнулись со множеством ограничений, включая неспособность учесть семейную историю детей в однополых парах и маленькие, нерепрезентативные выборки.
Исследования, якобы нашедшие негативные различия между детьми в однополых парах и в гетеросексуальных семьях, подвергались критике за неучтённый фактор стабильности семьи, некорректное определение однополых семей, неучтённую продолжительность проживания ребёнка в однополой семье.
Ряд организаций придерживаются противоположного мнения относительно возможных рисков для детей, воспитывающихся в однополых семьях. Так, согласно организации Американский колледж педиатров, дети, «принявшие гомосексуальный образ жизни», подвергаются более высокому риску получения эмоциональных, интеллектуальных и физических травм, а также находятся в худшем по ряду критериев положении по сравнению с детьми, воспитанными гетеросексуальной семейной парой. Среди таких критериев отмечается повышенный риск столкнуться с сексуальными дисфункциями, возможность оказаться втянутыми в сексуальные эксперименты и принять однополую сексуальную самоидентификацию, что в дальнейшем сопряжено с риском психических проблем в виде депрессии, расстройств психики, суицидальных идей и самоубийства. Американский колледж педиатров — социально-консервативная пропагандистская группа, созданная педиатрами, вышедшими из состава Американской академии педиатрии после того, как последняя заявила о поддержке права однополых семей на усыновление детей.
По мнению исследователя Лорена Маркса, существует предвзятость выбранных для обзора статей во время исследований Американской психологической ассоциации; ни в одном из выбранных для обзора исследований не содержится достаточно большой выборки для статистически значимого результата, во многих отсутствует корректная гетеросексуальная выборка, необходимая для сравнения и получения выводов и т. д. Однако c тех пор появился ряд исследований на репрезентативных выборках, подтверждающих утверждения АПА, и, кроме того, если бы родители-гомосексуалы изначально плохо подходили для воспитания детей, то, по мнению исследователя Грегори Херека, последствия были бы замечены и на малых выборках. Так как такой закономерности замечено не было, бремя доказательства лежит на тех, кто утверждает, что однополые родители хуже воспитывают детей.

### Обвинения гомосексуальных родителей в растлении детей
Ряд авторов научных публикаций указывают на связь между растлением в детстве и последующим гомосексуальным поведением жертв уже во взрослом возрасте, авторы других публикаций оспаривают такую связь. Хотя некоторые исследователи и социально-консервативные организации, такие как Американский колледж педиатров и Family Research Council, утверждают, что гомосексуалы могут быть более склонны к совершению насилия над детьми, и, таким образом, в однополых семьях дети могут сталкиваться с угрозой сексуального насилия, в современных обзорах литературы утверждается, что выводы о наличии связи между гомосексуальностью и педофилией не могут быть сделаны из существующих данных. Кроме того, исследователи отмечают, что гомосексуальные педофилы, по сравнению с гетеросексуальными, как правило, совершают бо́льшее число сексуальных действий и в отношении бо́льшего числа детей.
По данным отчёта «Американского объединения за гражданские свободы» (American Civil Liberties Union, сокр. ACLU), большое количество опубликованных социологических исследований установило высокую вероятность «сравнительной нормальности» детей, выросших в однополом окружении. При сравнении таких детей с детьми разнополых родителей не обнаружено различий в «степени популярности, социальной адаптированности, гендерной поведенческой роли, гендерной идентичности, сообразительности, самопринятии, в эмоциональных проблемах, интересе к браку и воспитанию, в самоконтроле, моральном развитии, независимости, функциях эго, объективных отношениях или самооценке».
Некоторые эксперты полагают, что чиновники, борющиеся за равноправие однополых пар, разрушают традиционное понятие семьи, а также что «педофилия в очень многих случаях напрямую связана с гомосексуализмом». Но при этом «такие исследования нигде не публикуются, их сложно найти — то же самое педофильское лобби мешает их доступности для широкого круга читателей». В 2010 году было разработано двустороннее соглашение об усыновлении между США и Россией, подписанное главой МИД РФ и Госсекретарём США 13 июля 2010 года, исключающее возможность усыновления российских детей американскими однополыми парами.

### Половые ролевые модели
Некоторые оппоненты усыновления в однополых парах задаются вопросом, сможет ли такое окружение предоставить ребёнку адекватные гендерные роли. Суть подобных возражений сводится к тому, что без мужской или женской ролевой модели дети не смогут правильно развиться и воплотить эти роли в своих будущих гетеросексуальных отношениях.
Исследование, проведённое группой учёных из США, установило, что дети, росшие в семье с двумя матерями, ведут себя согласно стереотипным половым ролям. Среди таких детей наблюдается лишь некоторая размытость в игровых предпочтениях (по типу «куклы против автомобилей»), а также в стереотипных гендерных представлениях о карьерных стремлениях.
Многие группы, противодействующие усыновлению в однополых семьях, развивают тезис о том, что семейное окружение, состоящее из одного родителя, сказывается на ребёнке хуже, чем семья, состоящая из двух. Например, доктор Джеймс Добсон, основатель консервативной организации «Focus on the Family», защищающей традиционные семейные ценности, ссылается на существование «сотен, если не тысяч, статей и исследований, демонстрирующих, что дети лучше всего себя чувствуют в семье с матерью и отцом, показывающими им ролевые модели и преданность друг другу».
Сторонники защиты традиционных семейных ценностей считают, что дети развиваются гармоничнее, если они воспитываются в семье с выраженными гендерными ролями — маскулинной и фемининной соответственно — отца и матери. Об этом также пишет Ричард Дойл в своем «Мужском манифесте». Он считает, что разводы, неполные семьи или семьи с гомосексуальными партнёрами рассматриваются как более существенная угроза развитию ребёнка, нежели проживание в полной семье с частыми конфликтами между родителями, или в таких, где оба родителя являются слабыми образцами для подражания.
Соответствующий довод о том, что однополая семья для ребёнка непригодна, основывается на предположении, что дети с одним родителем страдают из-за отсутствия одной ролевой модели, но, по мнению ACLU, причина на самом деле может заключаться в дефиците родительской заботы и недостатке внимания, что наблюдается в семье с одним родителем. В отчёте ACLU выражается мнение, что неясно, каким образом исследования семей с одним родителем связаны в этом свете с предположениями о качестве воспитания в однополой паре с двумя родителями.

### Сексуальная ориентация детей
Другим доводом против воспитания детей в однополых парах является сомнение, не станут ли дети копировать сексуальную ориентацию родителей и не будут ли они более подвержены гендерной дисфории, чем остальные. Результаты исследований позволяют сделать предположение, что на формирование ориентации влияет совокупность неких биологических факторов и факторов окружающей среды, хотя на данный момент среди специалистов отсутствует консенсус по поводу того, каковы конкретно эти факторы.
Среди людей, которые в сознательном возрасте идентифицируют себя как гомосексуалы, подавляющее большинство воспитано разнополыми родителями. В результатах ряда опубликованных научных исследований, сравнивающих детей, которых воспитывали две матери, с детьми, выращенными матерью и отцом, не обнаружено связи между типом семьи и возникновением у детей впоследствии гомосексуальной ориентации. Этот вывод был подтверждён в мета-анализе. Подробнее см. статью Биология и сексуальная ориентация.
Тем не менее, существует ряд исследований, утверждающих, что дети в однополых семьях становятся гомосексуальными чаще, чем в разнополых. В исследовании Bailey делаются предположения о причинах наблюдения в их исследовании относительно высокой (9 %) распространённости гомосексуальности среди детей геев. Во-первых, это может быть связано с особенностями набора участников исследования: нерепрезентативная выборка была набрана с помощью объявлений, и есть вероятность, что геи-отцы с геями-сыновьями были более заинтересованы в том, чтобы принять участие в исследовании. Во-вторых, при репрезентативных опросах респонденты могли быть склонны занижать распространённость гомосексуальности, что затрудняет сравнение их данных с данными, полученными в исследовании. В-третьих, в исследовании отцы и дети были связаны генетически, а это значит, что если гомосексуальность может наследоваться, то это объяснит повышение вероятности гомосексуальности у сыновей геев-родителей. Некоторые исследования показывают, что дети, воспитываемые лесбиянками, демонстрируют не менее высокие показатели социальной адаптации, успеваемости и общего развития, чем их сверстники от разнополых браков.

### Исследование Марка Регнеруса
В 2012 году Марк Регнерус, доктор философии по социологии, адъюнкт-профессор в Техасском университете в Остине (США), закончил полуторагодичное научное исследование на тему «Как отличаются взрослые дети, родители которых имеют однополые отношения». Согласно результатам исследования, дети, воспитывавшиеся в семьях, в которых хотя бы один из родителей имел однополые романтические отношения, имеют «многочисленные, последовательные отличия, особенно между детьми женщин, которые имели лесбийские отношения и теми детьми, кто вырос в семье состоявших в гетеросексуальном браке биологических родителей». Среди прочего в результатах было отмечено, что дети из однополых пар более подвержены депрессии, а их родители чаще получают пособия.
Методология, в частности, смешение в одну группу людей, у чьих родителей был случайный гомосексуальный опыт, вместе с теми, кто воспитывался в однополой семье, и результаты исследования были жёстко раскритикованы сторонниками усыновления детей однополыми парами и учёными, хотя сам Регнерус утверждает, что ориентация родителей никак не влияет на родительские способности человека, и выявленные различия, вероятно, частично вызваны недостатком поддержки однополых семей в обществе. В работе отдельно указано, что «исследование не является лонгитюдным, и не может быть использовано для установления причинно-следственных связей». Регнерус утверждал, что «исследование не оценивает потомство в однополых браках, поскольку подавляющее большинство его респондентов достигло совершеннолетия до легализации однополых браков в нескольких штатах».
Более двухсот учёных со степенями PhD и MD, включая президента Американской Социологической Ассоциации и президента Американской Медицинской Ассоциации, написали открытое письмо, в котором выразили претензии к «доказательности статистической обработки» работы Регнеруса и обвинили в ошибочности его выводы. Основной проблемой исследования было названо отнесение к группам «матери-лесбиянки» и «отцы-геи» любых людей, которые когда-либо имели однополые отношения. Из 3 000 детей, участвовавших в исследовании Регнеруса, всего два ребёнка воспитывались однополыми родителями в течение значительного периода жизни, оба — в семьях лесбиянок.
Социологический факультет Техасского университета в Остине в своём официальном заявлении отстранился от исследования Регнеруса, указав, что выводы Регнеруса не отражают взглядов социологического факультета университета и не отражают точку зрения Американской социологической ассоциации. Тем не менее, утверждается далее в заявлении, Регнерус также имеет право выражать свою собственную точку зрения.
Представители Американского независимого института высказали мнение о финансовой поддержке исследования со стороны Уизерспунского института на основании того, что во время проведения Регнерусом его исследований на факультете социологии Техасского университета учебным заведением в качестве платного консультанта был нанят Уильям Уилкокс, который в течение того же самого периода возглавлял программу «Семья, брак и демократия» Уизерспунского института. Регнерус и представители Уизерспунского института отрицают данные обвинения.
Повторный анализ выявил ещё ряд проблем в исследовании: многочисленные шуточные и неправдоподобные ответы респондентов и проблематичная классификация семей. Исследователям не удалось воспроизвести результаты Регнеруса. Ученый признаёт наличие небольшого количества сомнительных данных, от которых следовало бы отказаться. При этом он утверждает, что анализ уточнённых данных укрепил первоначальные результаты, но не показывает такой анализ.

## Правовое регулирование усыновления детей однополыми парами
По причине того, что оба партнёра не могут являться биологическими родителями ребёнка, совместное родительство возможно лишь через прохождение процедуры усыновления родного ребёнка одного партнёра вторым партнёром. Разрешение подобного усыновления зависит от конкретного государства. В некоторых странах, где такое усыновление не разрешено, второй партнёр может оформить опеку на ребёнка, которая позволяет ему осуществлять родительские права и обязанности в ограниченной форме.
Вопрос совместного усыновления детей однополыми парами является темой жарких общественных дискуссий. Законодательство относительно разрешения такого усыновления существенно различается в разных странах. Как правило, разрешение подобного усыновления следует в странах, легализовавших ту или иную форму однополых союзов. При этом существует ряд стран, легализовавших однополые браки или партнёрства, в которых совместное усыновление детей не разрешено или было запрещено до недавнего времени.

## Однополые семьи в России
Согласно социологическому опросу, проведённому организацией «Выход», в котором приняли участие 98 респондентов из 22 городов России, в большинстве однополых семей воспитываются биологически родные дети (90 %), в том числе в 36 % случаев дети были зачаты в предыдущих гетеросексуальных отношениях и в 54 % случаев — при помощи новых репродуктивных технологий. Лишь в 10 % семей дети были усыновлены или взяты под опеку.
В России сексуальная ориентация официально не является ограничением к доступу к вспомогательным репродуктивным технологиям (оплодотворение донорской спермой, суррогатное материнство, экстракорпоральное оплодотворение), но при этом у однополой семьи возникают проблемы с установлением родительства ребёнка. Тем не менее, в соответствии с российским законодательством, только один партнёр в однополой паре может усыновить ребёнка (либо быть его биологическим родителем), опекуном или приёмным родителем. При этом дальнейшее воспитание и содержание ребёнка однополая пара может осуществлять совместно.
Имущественные взаимоотношения, связанные с содержанием ребёнка, могут быть отрегулированы партнёрами в гражданско-правовом соглашении. Но неимущественные аспекты (право на участие в воспитании, право видеться с ребёнком) не поддаются договорному регулированию. При этом проблемы в случае смерти, тяжелой болезни, длительного отъезда юридического родителя могут быть решены путём подачи в органы опеки и попечительства заявления, в котором юридический родитель указывает своего партнёра в качестве будущего опекуна ребёнка.

## Фильмы затрагивающие тему ЛГБТ родительства
- Папа и Папа
- Патрик 1,5
- Детки в порядке
- Гейби
- Интерны — интерн Фил Ричардс воспитывался в семье с двумя отцами геями.